# 시모나 게르만
시모나 게르만(루마니아어: Simona Cristina Gherman, 1985년 4월 12일 ~ )는 루마니아의 펜싱 선수로 결혼 전 성은 알렉산드루(루마니아어: Alexandrun)이다. 주 종목은 에페로 2012년 하계 올림픽에 참가한 선수이다.